# Río Colorado (Grande)
El río Colorado es un curso de agua que nace cerca del paso El Delgadito y desemboca en el río Grande, uno de los formativos del río Limarí.

## Historia
Luis Risopatrón lo describe en su Diccionario Jeográfico de Chile en 1924:: 239 
Colorado (Río). De buena agua, nace en las vecindades del paso de Delgadito, a cuyo pié se encuentran algunas vegas, corre hacia el S en un cajón que presenta mui poca leña i es bastante estéril en su parte inferior i concluye por vaciarse en la marjén N del curso superior del río Grande; el sendero que sigue el río no es bueno pero permite el paso de animales cargados.